# Manila
Manila (phát âm tiếng Anh Philippines: /məˈnɪlə/; tiếng Tagalog: Maynila, [majˈnilaʔ]) là thủ đô và là thành phố lớn thứ hai của Philippines. Đây là một trong 16 thành phố thuộc Vùng đô thị Manila với tổng dân số khoảng 12 triệu người. Diện tích của Manila là 38,55 km². Năm 2010, dân số thành phố là 1.652.17 người và là thành phố có mật độ dân số cao nhất trên thế giới.
Manila cùng với Vùng đô thị Manila là trung tâm kinh tế và chính trị của Philippines, thương nghiệp phát triển và có một số cảnh quan có tầm quan trọng đáng kể về lịch sử và văn hóa tại Philippines. Manila là nơi đặt trụ sở của các nhánh hành pháp và tư pháp của chính phủ trung ương. Manila được xác định là một thành phố toàn cầu, có nhiều cơ cấu khoa học và giáo dục, cơ sở thể thao, và những địa điểm văn hóa lịch sử quan trọng khác.
Ghi chép sớm nhất về thành phố là trong thế kỷ 10. Sau đó, khu vực thành phố trở thành bộ phận của Đế quốc Majapahit, rồi bị Brunei xâm chiếm. Đến thế kỷ 15, khu vực bị Hồi giáo hóa trên danh nghĩa cho đến khi những nhà chinh phục người Tây Ban Nha đến. Manila cuối cùng trở thành trung tâm cho các hoạt động của Tây Ban Nha tại Viễn Đông, là một đầu của tuyến mậu dịch thuyền buồm Manila-Acapulco kết nôi châu Âu, Mỹ Latinh và châu Á. Sau đó, tại Manila xảy ra một số cuộc khởi nghĩa của người Hoa và của người bản địa, Anh Quốc chiếm đóng, và binh biến Sepoy. Cuối thế kỷ 19, người Mỹ thay thế người Tây Ban Nha cai trị Philippines, họ có những đóng góp về quy hoạch đô thị của thành phố song hầu hết các tiến bộ này biến mất do sự tàn phá trong Chiến tranh thế giới thứ hai. Kể từ đó, thành phố được tái thiết và phát triển nhanh chóng.

## Lịch sử

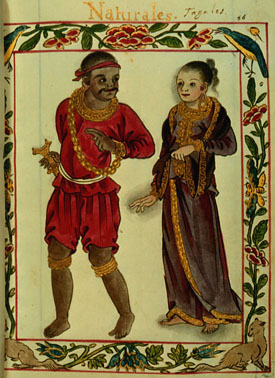
Một trang trong Boxer Codex từ thế kỷ 16 mô tả một cặp đôi người Tagalog thuộc tầng lớp Maginoo.

Các bằng chứng sớm nhất về sinh hoạt của loài người trong và quanh khu vực Manila được phát hiện thông qua các tranh khắc đá Angono thuộc tỉnh Rizal lân cận, có niên đại từ khoảng năm 3000 TCN. Người Negrito là các cư dân nguyên thủy của Philippines. Họ hiện diện trên khắp Luzon trước khi những người Mã Lai-Đa Đảo nhập cư đến và đồng hóa họ.
Vương quốc Maynila trở nên hưng thịnh và hậu kỳ triều Minh nhờ các quan hệ mậu dịch trực tiếp với Trung Quốc. Tondo Cổ duy trì địa vị là kinh đô theo truyền thống của quốc gia, các quân chủ của nó là quốc vương và không chỉ là những tù trưởng, và được gọi với các tên khác nhau như panginuan trong tiếng Meranau hay panginoón trong tiếng Tagalog. Hoàng đế Trung Hoa nhìn nhận các quân chủ Manila cổ là "vương". Trong thế kỷ 13, thành phố gồm có một điểm định cư kiên cố và phố mậu dịch bên bờ sông Pasig. Đế quốc Ấn Độ hóa Majapahit trên đảo Java sau đó xâm chiếm Manila theo như ghi chép trong Nagarakretagama, theo đó người tiến hành chinh phạt là quân chủ Hayam Wuruk.
Trong thời gian trị vì của Quốc vương Bolkiah từ 1485 đến 1521, Vương quốc Brunei xâm chiếm khu vực với mục đích tận dụng quan hệ mậu dịch với Trung Quốc của Tondo, lập nên "Kota Saludong" (nay là Manila). Họ cai trị và gửi cống phẩm hàng năm cho Quốc vương Brunei với tình trạng là quốc gia vệ tinh. Họ lập nên một Triều đại mới dưới quyền thủ lĩnh địa phương, người này chấp nhận Hồi giáo và trở thành Rajah Salalila hay Tariq Sulayman I. Hồi giáo được củng cố hơn nữa khi có các thương nhân Hồi giáo đến từ khu vực Ả Rập-Ấn Độ và Đông Nam Á.
Nhà chinh phục người Tây Ban Nha Miguel López de Legazpi đến từ Tân Tây Ban Nha (nay là Mexico), và sau đó cai trị thành phố Manila như một lãnh thổ của Tân Tây Ban Nha với việc thành lập một hội đồng thành phố tại nơi mà nay là quận Intramuros vào ngày 24 tháng 6 năm 1571. Người Tây Ban Nha lập Manila làm thủ đô của Đông Ấn thuộc Tây Ban Nha. Kế hoạch Tondo có sự tham gia của các thương gia Nhật Bản, các vương của Luzon và một số Datu và Rajah cùng với Vương quốc Brunei với mục đích tiêu diệt người Tây Ban Nha và các lính đánh thuê người da đỏ, nô lệ châu Phi và các đồng minh Visaya. Tuy nhiên, kế hoạch thất bại và López de Legazpi cho hành quyết quân chủ bản địa.
Manila trở nên nổi tiếng với tuyến mậu dịch thuyền buồm Manila-Acapulco kéo dài trong ba thế kỷ, đem hàng hóa từ châu Âu, châu Phi và Mỹ Latinh qua các đảo Thái Bình Dương đến Đông Nam Á, rồi từ đó có thể tiếp cận với Trung Quốc và Ấn Độ, cũng như theo hành trình ngược lại. Bạc khai thác tại Mexico và Peru được dùng để đổi lấy tơ lụa Trung Quốc, ngọc Ấn Độ, cùng các gia vị của Đông Nam Á, một số còn được đưa đến châu Âu. Tương tự, rượu vang và ôliu từ châu Âu và Bắc Phi cũng được đưa đến Manila thông qua Mexico.
Trong thời gian diễn ra Chiến tranh Bảy Năm, Anh Quốc chiếm đóng Manila từ năm 1762 đến 1764. Cuối cùng, người Anh triệt thoái theo các điều khoản của Hiệp định Paris (1763). Việc Mexico độc lập vào năm 1821 đòi hỏi người Tây Ban Nha phải trực tiếp cai trị Philippines. Dưới sự quản lý trực tiếp của Tây Ban Nha, ngân hàng, công nghiệp và giáo dục trở nên hưng thịnh hơn so với hai thế kỷ trước. Sự thịnh vượng và giáo dục ngày càng phát triển thu hút người nhập cư Ấn Độ, Trung Quốc, Latinh, châu Âu và từ các tỉnh khác của Philippines đến Manila, tất cả họ đều lựa chọn thuộc dân tộc Filipino mới hình thành.
Sau Chiến tranh Tây Ban Nha-Mỹ năm 1898, Tây Ban Nha chính thức nhượng Philippines cho Hoa Kỳ. Đệ nhất Cộng hòa Philippines đặt nền tảng tại Bulacan gần đó chiến đấu chống lại người Mỹ nhằm kiểm soát thành phố Manila, song thất bại.
Dưới quyền cai quản của Hoa Kỳ, Chính phủ của Quần đảo Philippines mà đứng đầu là Toàn quyền William Howard Taft mời nhà quy hoạch đô thị Daniel Burnham giúp chuyển đổi Manila cổ thích nghi với thời đại. Kế hoạch Burnham Plan gồm có phát triển hệ thống đường bộ, sử dụng đường thủy để vận chuyển, và chỉnh trang Manila bằng việc cải thiện bờ sông, xây các công viên, đại lộ và các tòa nhà phục vụ các mục đích khác nhau.

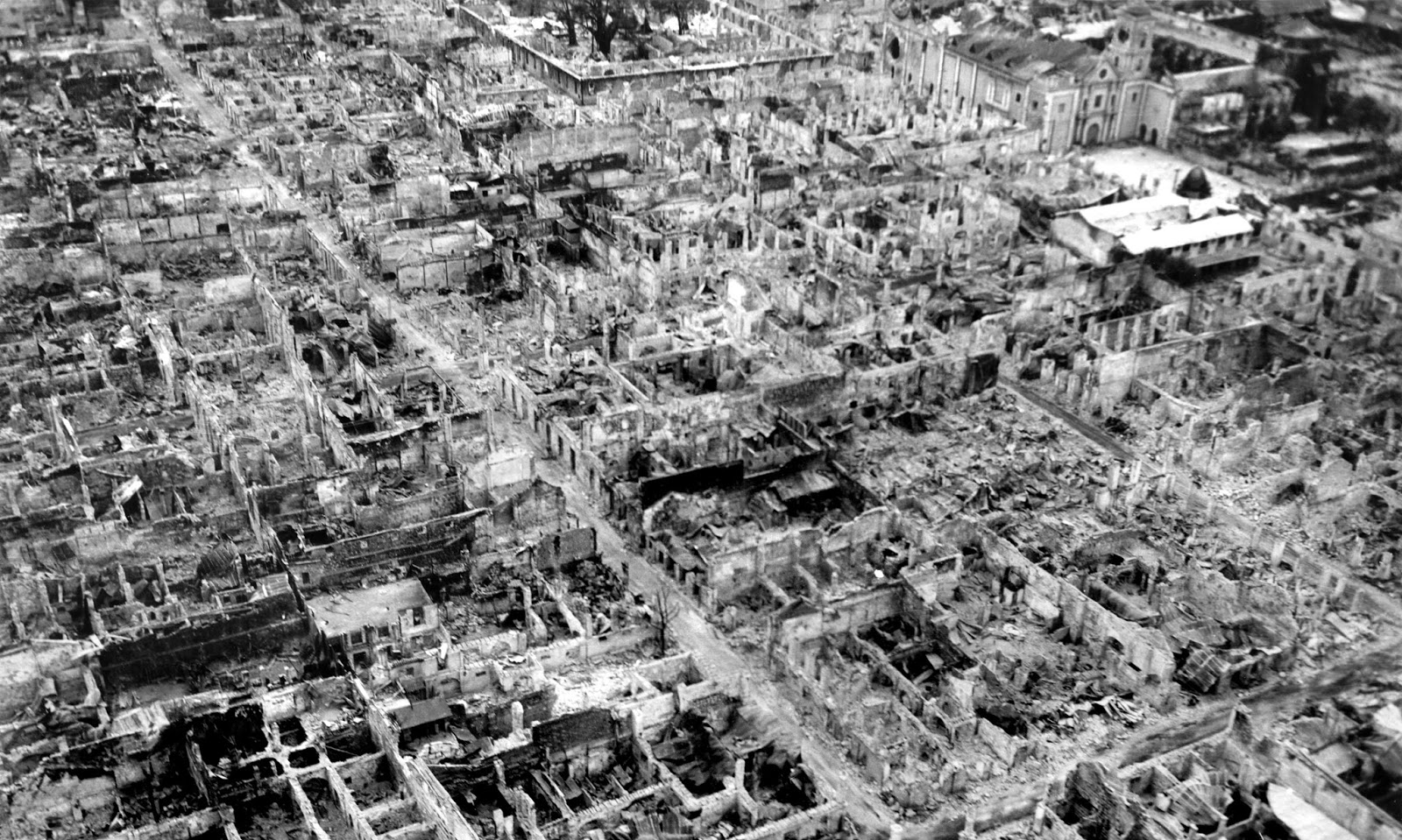
Cảnh hoang tàn của Manila sau trận Manila (1945).

Trong Chiến tranh thế giới thứ hai, thành phố bị quân đội Nhật Bản chiếm đóng vào ngày 2 tháng 1 năm 1942. Liên quân Hoa Kỳ và Philippines tái chiếm thành phố trong trận chiến đẫm máu nhất trên chiến trường Thái Bình Dương trong đại chiến, kéo dài từ 3 tháng 2 đến 3 tháng 3 năm 1945. Có khoảng 100.000 thường dân thiệt mạng tại Manila trong tháng 2 năm 1945. Kết thúc đại chiến, hầu như toàn bộ các công trình kiến trúc trong thành phố đều bị phá hủy do giao tranh, việc tái thiết được tiến hành.
Năm 1948, Tổng thống Elpidio Quirino chuyển trụ sở chính phủ Philippines đến thành phố Quezon, nguyên là ngoại ô tại đông bắc Manila. Arsenio Lacson được bầu làm thị trưởng dân cử đầu tiên của thành phố vào năm 1952, Manila trải qua "thời kỳ hoàng kim" dưới nhiệm kỳ của ông, và được tái sinh. Các thị trưởng kế tiếp là Antonio Villegas và Ramon Bagatsing (một người Ấn Độ-Philippines). Các thị trưởng Lacson, Villegas, và Bagatsing thường được gọi chung là "tam đại nhân của Manila", họ quản lý thành phố trong giai đoạn 1952–1986, có đóng góp cho phát triển và tiến bộ của thành phố.
Dưới chế độ độc tài của Tổng thống Ferdinand Marcos, khu vực Đại Manila được thành lập vào ngày 1 tháng 11 năm 1975 với tình trạng là một đơn vị hợp nhất. Khu vực bao gồm các thành phố và thị trấn có chính quyền riêng biệt. Trong dịp kỷ niệm 405 ngày thành lập thành phố, vào 24 tháng 6 năm 1976, Ferdinand Marcos phục hồi tình trạng thủ đô của Manila do tầm quan trọng lịch sử. Sắc lệnh tổng thống số 940 ghi rằng Manila luôn là thành phố hàng đầu Philippines trong vai trò là trung tâm mậu dịch, thương nghiệp, giáo dục và văn hóa.
Năm 1992, Alfredo Lim trở thành thị trưởng gốc Hoa đầu tiên của Manila, ông nổi tiếng với các chiến dịch chống tham nhũng. Thị trưởng kế tiếp là Lito Atienza, người này nổi tiếng với chiến dịch "Buhayin ang Maynila" (Phục hưng Manila), trong đó thành lập một vài công viên và cải tạo các cơ sở hạ tầng xuống cấp trong thành phố. Alfredo Lim đắc cử thị trưởng năm 2007 khi đánh bại con trai của Lito Atienza là Ali Atienza, và ngay lập tức đảo ngược toàn bộ các dự án của Lito Atienza Trong cuộc tuyển cử địa phương năm 2010, Alfredo Lim lại giành chiến thắng trước Lito Atienza. Đến năm 2013, cựu Thổng thống Joseph Estrada đánh bại Alfredo Lim trong cuộc đua tranh chức thị trưởng.

## Địa lý

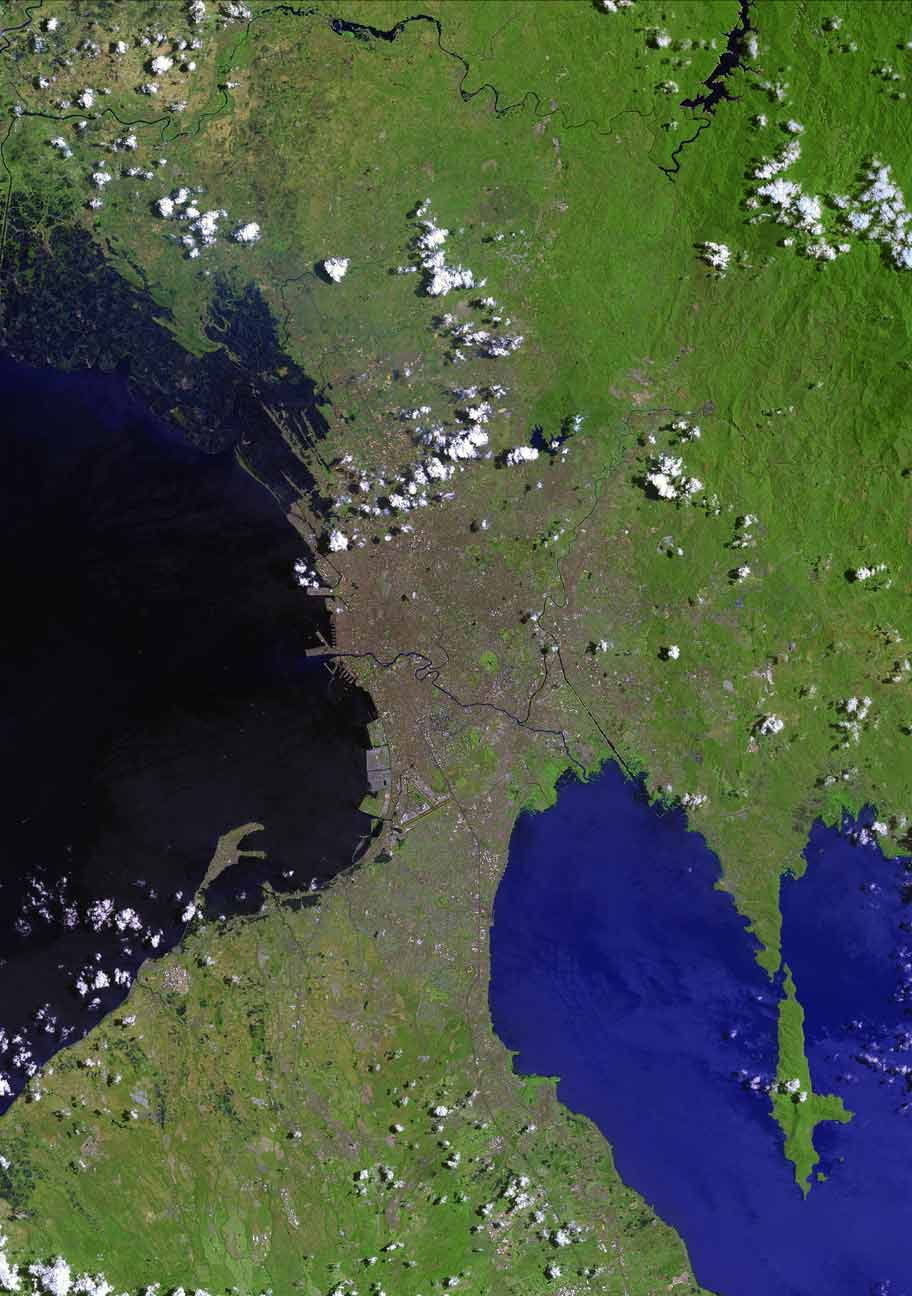
Ảnh vệ tinh Vùng đô thị Manila. (2006)

Manila nằm ở bờ đông của vịnh Manila, thuộc ven bờ phía tây của đảo Luzon. Thành phố nằm cách đại lục châu Á 800 dặm (1.300 kilômét). Sông Pasig chia đôi thành phố. Hầu hết thành phố nằm trên lớp đất phù sa được bồi đắp nhờ nước sông Pasig, và trên một số đất cải tạo từ vịnh Manila.
Đất liền của thành phố bị thay đổi về căn bản do sự can thiệp của con người, với hoạt động cải tạo đất quy mô đáng kể từ thời thuộc địa của Mỹ. Một số biến đổi tự nhiên về địa hình cũng xảy ra do đô thị hóa. Thành phố có diện tích 38,55 kilômét vuông (14,88 dặm vuông Anh).
Tính đến năm 2013, Manila có tổng diện tích 42,88 km2. Manila được chia thành 897 barangay, đơn vị chính quyền địa phương nhỏ nhất tại Philippines. Mỗi barangay có chủ tịch và các tham tán riêng. Để thuận tiện cho hành chính, toàn bộ các barangay tại Manila được nhóm thành 100 khu. Manila gồm có 16 thị trấn và khu tự quản cũ, vốn bị thành phố bãi bỏ vào thế kỷ 19. Các khu định cư này hiện nay là các địa điểm trong thành phố.

### Khí hậu
Theo hệ thống phân loại khí hậu Köppen, Manila có khí hậu nhiệt đới xa van. Cũng như phần còn lại của Philippines, Manila nằm hoàn toàn trong đới khí hậu nhiệt đới. Với vị trí gần xích đạo khiến Manila nóng quanh năm, hiếm khi nhiệt độ xuống dưới 21 °C (70 °F) hay trên 39 °C (102 °F). Nhiệt độ cực hạn dao động từ 17,5 °C vào ngày 11 tháng 1 năm 1914 đến 39,6 °C vào ngày 7 tháng 5 năm 1915.
Độ ẩm thường rất cao suốt năm. Manila có một mùa khô riêng biệt từ cuối tháng 12 đến tháng 5, và một mùa mưa tương đối dài hơn trong giai đoạn còn lại với nhiệt độ mát mẻ hơn. Trong mùa mưa, hiếm khi có mưa cả ngày song rất lớn trong một thời gian ngắn. Bão có thể xuất hiện từ tháng 6 đến tháng 9 và có thể gây nhập nhiều nơi trong thành phố.
| Dữ liệu khí hậu của Manila, Philippines              | Dữ liệu khí hậu của Manila, Philippines | Dữ liệu khí hậu của Manila, Philippines | Dữ liệu khí hậu của Manila, Philippines | Dữ liệu khí hậu của Manila, Philippines | Dữ liệu khí hậu của Manila, Philippines | Dữ liệu khí hậu của Manila, Philippines | Dữ liệu khí hậu của Manila, Philippines | Dữ liệu khí hậu của Manila, Philippines | Dữ liệu khí hậu của Manila, Philippines | Dữ liệu khí hậu của Manila, Philippines | Dữ liệu khí hậu của Manila, Philippines | Dữ liệu khí hậu của Manila, Philippines | Dữ liệu khí hậu của Manila, Philippines |
| Tháng                                                | 1                                       | 2                                       | 3                                       | 4                                       | 5                                       | 6                                       | 7                                       | 8                                       | 9                                       | 10                                      | 11                                      | 12                                      | Năm                                     |
| ---------------------------------------------------- | --------------------------------------- | --------------------------------------- | --------------------------------------- | --------------------------------------- | --------------------------------------- | --------------------------------------- | --------------------------------------- | --------------------------------------- | --------------------------------------- | --------------------------------------- | --------------------------------------- | --------------------------------------- | --------------------------------------- |
| Trung bình ngày tối đa °C (°F)                       | 30.2 (86.4)                             | 31.1 (88.0)                             | 32.8 (91.0)                             | 34.3 (93.7)                             | 34.2 (93.6)                             | 32.4 (90.3)                             | 31.3 (88.3)                             | 31.8 (89.2)                             | 31.1 (88.0)                             | 31.2 (88.2)                             | 31.0 (87.8)                             | 30.3 (86.5)                             | 31.8 (89.2)                             |
| Trung bình ngày °C (°F)                              | 25.6 (78.1)                             | 26.1 (79.0)                             | 27.6 (81.7)                             | 29.1 (84.4)                             | 29.5 (85.1)                             | 28.4 (83.1)                             | 27.7 (81.9)                             | 27.4 (81.3)                             | 27.6 (81.7)                             | 27.3 (81.1)                             | 26.9 (80.4)                             | 26.0 (78.8)                             | 27.4 (81.3)                             |
| Tối thiểu trung bình ngày °C (°F)                    | 20.9 (69.6)                             | 21.1 (70.0)                             | 22.5 (72.5)                             | 24.0 (75.2)                             | 24.8 (76.6)                             | 24.4 (75.9)                             | 24.1 (75.4)                             | 24.0 (75.2)                             | 24.0 (75.2)                             | 23.5 (74.3)                             | 22.8 (73.0)                             | 21.6 (70.9)                             | 23.1 (73.6)                             |
| Lượng Giáng thủy trung bình mm (inches)              | 19.0 (0.75)                             | 7.9 (0.31)                              | 11.1 (0.44)                             | 21.4 (0.84)                             | 165.2 (6.50)                            | 265.0 (10.43)                           | 419.6 (16.52)                           | 486.1 (19.14)                           | 330.3 (13.00)                           | 270.9 (10.67)                           | 129.3 (5.09)                            | 75.4 (2.97)                             | 2.201,2 (86.66)                         |
| Số ngày mưa trung bình                               | 1                                       | 1                                       | 1                                       | 1                                       | 7                                       | 14                                      | 16                                      | 19                                      | 17                                      | 13                                      | 9                                       | 5                                       | 104                                     |
| Số giờ nắng trung bình tháng                         | 186                                     | 197.8                                   | 217                                     | 270                                     | 217                                     | 150                                     | 124                                     | 124                                     | 120                                     | 155                                     | 150                                     | 155                                     | 2.065,8                                 |
| Nguồn 1: Tổ chức Khí tượng Thế giới                  |                                         |                                         |                                         |                                         |                                         |                                         |                                         |                                         |                                         |                                         |                                         |                                         |                                         |
| Nguồn 2: Đài Thiên văn Hồng Kông, BBC Weather (nắng) |                                         |                                         |                                         |                                         |                                         |                                         |                                         |                                         |                                         |                                         |                                         |                                         |                                         |

### Ô nhiễm

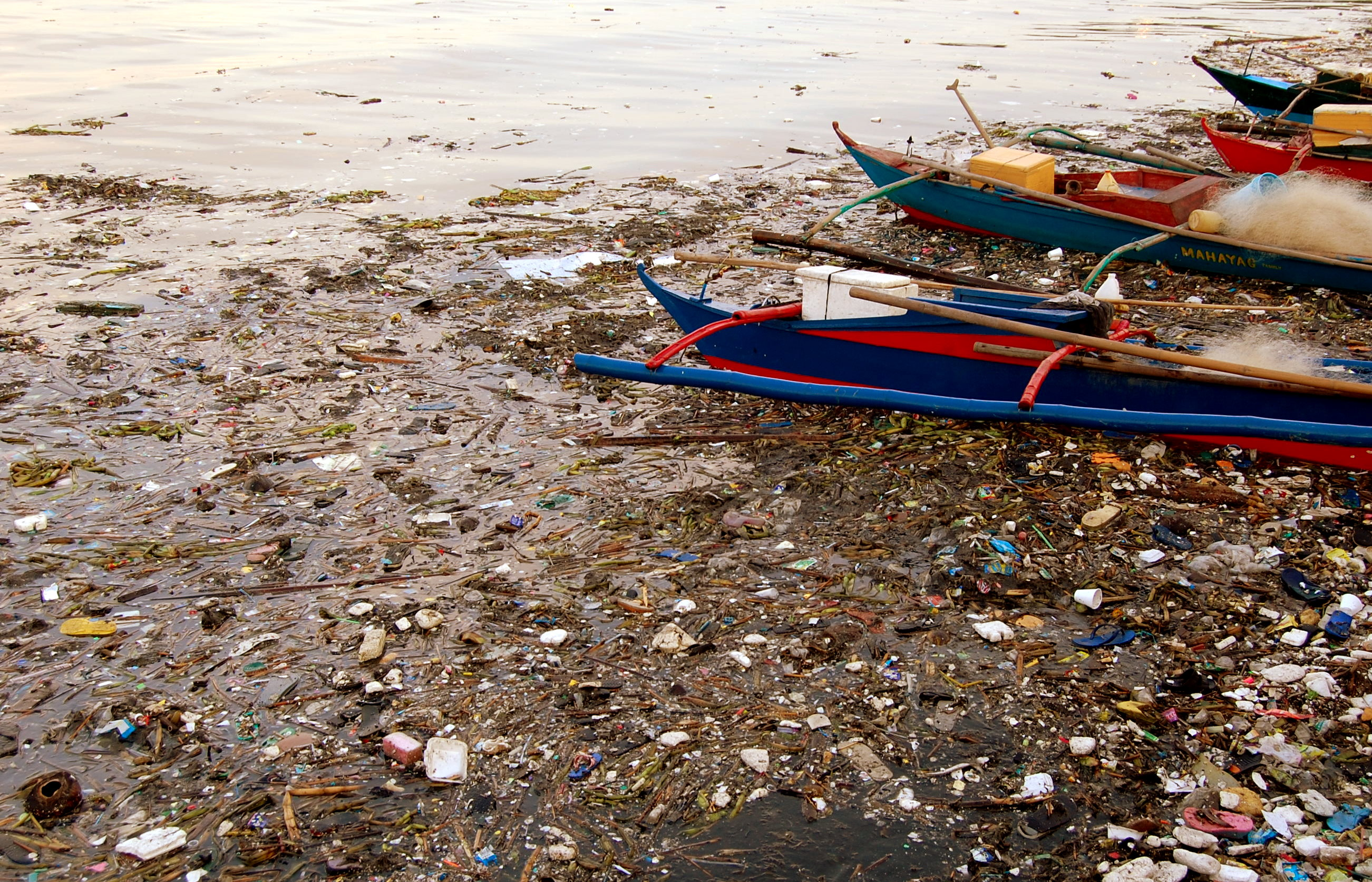
Vịnh Manila bị ô nhiễm

Do rác thải công nghiệp và phụ thuộc cao vào ô tô, Manila bị ô nhiễm không khí dưới dạng khói mù vốn ảnh hưởng đến 98% cư dân trong thành phố và khiến hơn 4.000 người tử vong mỗi năm. Một số sông tại Manila được xác định là chết về mặt sinh học. Sông Pasig mỗi ngày tiếp nhận 150 tấn rác thải sinh hoạt và 75 tấn rác thải công nghiệp theo một báo cáo vào năm 2003, nay là một trong những sông ô nhiễm nhất trên thế giới.

## Nhân khẩu
Theo điều tra nhân khẩu năm 2010, dân số Manila là 1.652.171, là thành phố đông dân thứ nhì tại Philippines. Manila là thành phố có mật độ dân số cao nhất trên thế giới với 43.079 cư dân trên mỗi km2. Quận 6 có mật độ dày đặc nhất với 68.266 người/km2, tiếp dến là quận 1 và 2 với số liệu tương ứng là 64.936 và 64.710, quận 5 có mật độ thấp nhất với con số 19.235.
Ngôn ngữ địa phương là tiếng Philippines, dựa hầu hết vào tiếng Tagalog tại khu vực xung quanh, và hình thái ngôn ngữ Tagalog tại Manila trở thành ngôn ngữ chung của Philippines, được truyền bá ra khắp quần đảo thông qua truyền thông đại chúng và giải trí. Trong khi đó, tiếng Anh là ngôn ngữ được dùng rộng rãi nhất trong giáo dục, thương nghiệp, và được sử dụng nhiều trong sinh hoạt hàng ngày trên khắp vùng đô thị Manila và Philippines. Một số cư dân lớn tuổi vẫn có thể nói tiếng Tây Ban Nha cơ bản, đây từng là môn bắt buộc trong các đại học và học viên tại Philippines, và nhiều trẻ em gốc Nhật, gốc Ấn, và những người nhập cư khác có thể nói ngôn ngữ của cha mẹ tại nhà, cùng với tiếng Anh và/hoặc tiếng Philippines. Cộng đồng người gốc Hoa trong thành phố nói tiếng Mân Nam.
Các cư dân trong thành phố chủ yếu là tín đồ Cơ Đốc giáo. Công giáo La Mã là giáo phái chiếm ưu thế, gồm khoảng 93,5% dân số, tiếp đến Giáo hội Độc lập Philippines (2,4%), rồi Iglesia ni Cristo (1,9%), Tin Lành (1,8%) và Phật giáo (1,1%). Tín đồ các tôn giáo khác chiếm 1,4% tổng dân số của thành phố. Manila là nơi đặt trụ sở của Tổng Giáo phận Công giáo Manila, là tổng giáo phận lâu năm nhất toàn quốc. Tổng giám mục của Philippines có văn phòng tại Nhà thờ Lớn Manila.

## Kinh tế

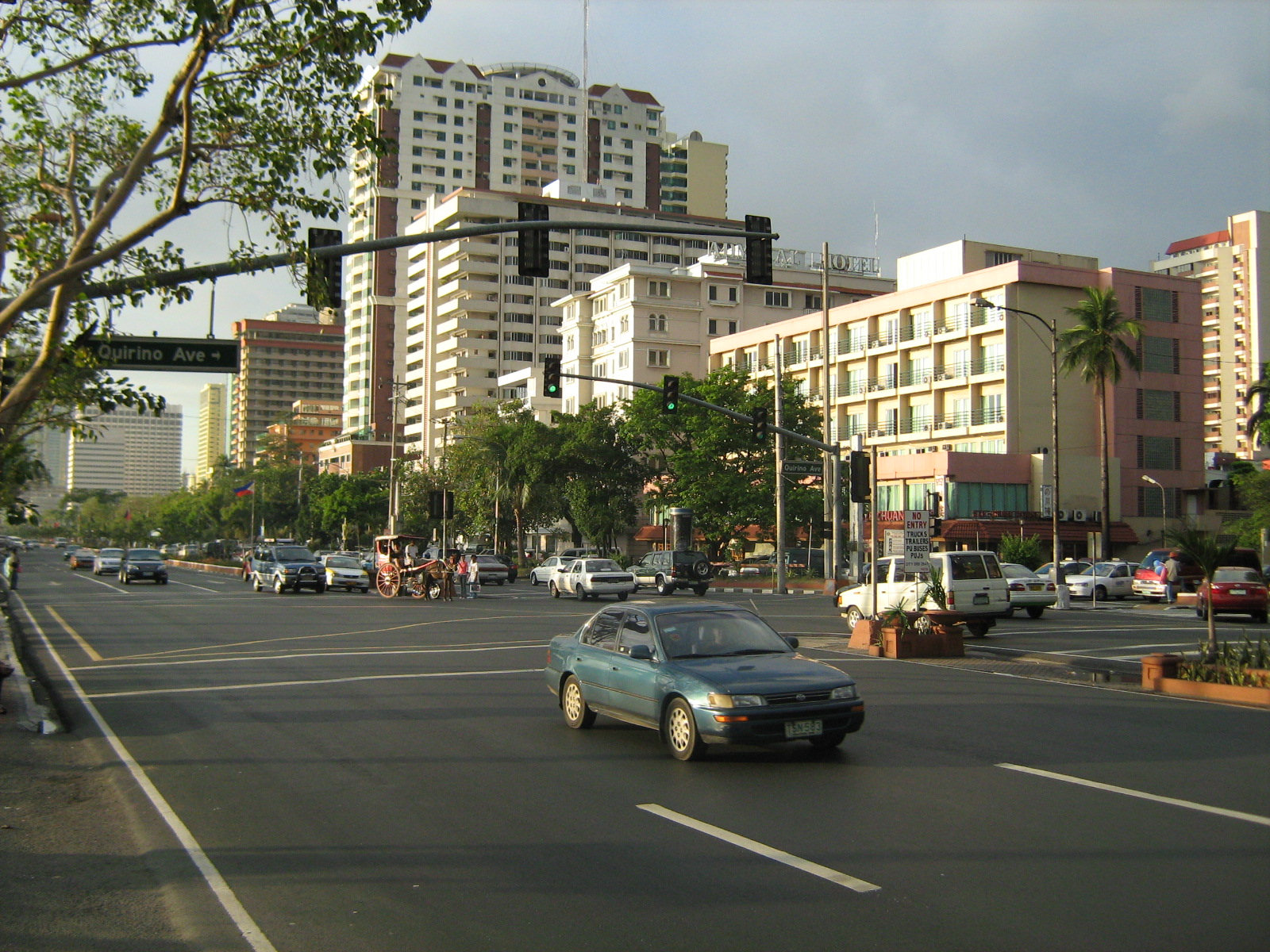
Quang cảnh Đạilộ Roxas, nơi có các trung tâm thương nghiệp của Manila.

Cảng Manila.

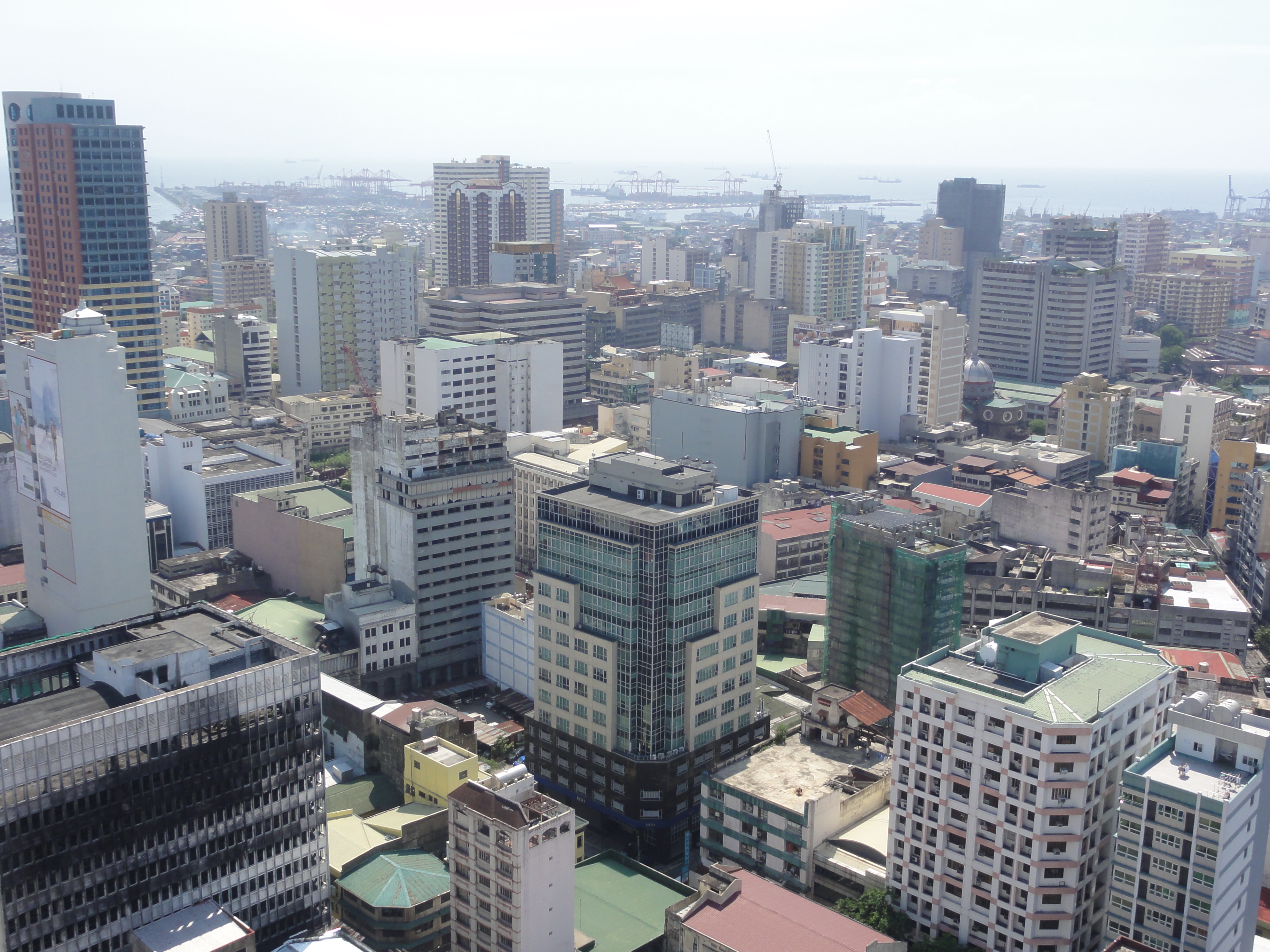
Một góc quận Binondo, một trong những quận phát triển nhất thành phố.

Kinh tế Manila đa dạng và đa phương diện. Manila được phân loại là một "thành phố thế giới Beta+" theo tổ chức GaWC. Do là thủ đô của Philippines, nhiều cư dân trong thành phố làm việc cho chính phủ quốc gia. Một số làm việc trong các thể chế giáo dọc theo theo Vành đai Đại học. Manila có bến cảng được che chắn, đóng vai trò là hải cảng chính của quốc gia.
Thành phố có sự đa dạng về các nhà máy, sản xuất các sản phẩm liên quan đến công nghiệp như hóa chất, dệt, trang phục, và hàng điện tử. Ngoài ra, còn có cơ sở sản xuất thực phẩm, đồ uống và thuốc lá. Các doanh nghiệp địa phương tiếp tục gia công các hàng hóa chính để phục vụ xuất khẩu, trong đó có dây thừng, gỗ dán, đường tinh luyện, cùi dừa, và dầu dừa. Công nghiệp chế biến thực phẩm là một trong các lĩnh vực sản xuất chính có tính ổn định cao nhất tại thành phố.
Hội đồng cạnh tranh quốc gia của Philippines xuất bản hàng năm những chỉ số cạnh tranh đô thị và đô thị (CMCI), xếp hạng các thành phố, đô thị và tỉnh của đất nước theo tính năng động, hiệu quả và cơ sở hạ tầng của chính phủ. Theo CMCI 2016, Manila là thành phố cạnh tranh thứ hai ở Philippines. Manila xếp hạng ba trong hạng mục Thành phố được đô thị hóa cao (HUC). Manila đã tổ chức thành phố cạnh tranh nhất của nước này vào năm 2015, và kể từ đó đã trở thành thành phố đứng đầu 3, đảm bảo rằng thành phố luôn là một trong những nơi tốt nhất để sinh sống và kinh doanh. Lars Wittig, người quản lý quốc gia của Regus Philippines, đã ca ngợi Manila là thành phố tốt thứ ba trong nước để khởi động một doanh nghiệp mới thành lập.
Cảng Manila là cảng biển lớn nhất ở Philippines, trở thành cửa ngõ vận chuyển quốc tế hàng đầu cho đất nước này. Cảng vụ Philippines là cơ quan chính phủ chịu trách nhiệm giám sát hoạt động và quản lý cảng. International Container Terminal Services Inc. được Ngân hàng Phát triển Châu Á trích dẫn là một trong năm nhà khai thác hàng hải lớn hàng đầu trên thế giới có trụ sở chính và các hoạt động chính trên các cảng Manila. Một nhà khai thác cảng khác, Asian Terminal Incorporated, có văn phòng công ty và các hoạt động chính tại cảng Nam Manila và khu lưu trữ container tại Santa Mesa.
Binondo, lâu đời nhất và là một trong những khu phố người Hoa lớn nhất thế giới, là trung tâm thương mại và hoạt động kinh doanh trong thành phố. Nhiều tòa nhà chọc trời dân cư và văn phòng được tìm thấy trong các đường phố thời trung cổ của nó. Kế hoạch để làm cho khu phố Tàu trở thành một trung tâm gia công quy trình kinh doanh (BPO) tiến triển và được chính quyền thành phố Manila theo đuổi tích cực. 30 tòa nhà đã được xác định là chuyển đổi thành văn phòng BPO. Những tòa nhà này chủ yếu nằm dọc theo đường Binondo Escolta, tất cả đều trống và có thể được chuyển thành văn phòng.
Divisoria ở Tondo được gọi là "thánh địa mua sắm của Philippines". Nhiều trung tâm mua sắm nằm ở nơi này, nơi bán sản phẩm và hàng hóa với giá hời. Các nhà cung cấp nhỏ chiếm một số con đường gây ra giao thông cho người đi bộ và xe cộ. Một địa danh nổi tiếng ở Divisoria là Trung tâm Tutuban, một trung tâm mua sắm lớn, là một phần của Ga Chính Quốc gia Phi-líp-pin. Nó thu hút 1 triệu người mỗi tháng, nhưng dự kiến sẽ thêm 400.000 người khác khi LRT Line 2 West Extension được xây dựng, được thiết lập để biến nó trở thành trạm trung chuyển nhộn nhịp nhất của Manila.
Các nhà sản xuất đa dạng trong thành phố sản xuất các sản phẩm liên quan đến công nghiệp như hóa chất, dệt may, quần áo và hàng điện tử. Thực phẩm và đồ uống và sản phẩm thuốc lá cũng được sản xuất. Các doanh nghiệp địa phương tiếp tục xử lý các mặt hàng chủ yếu để xuất khẩu, bao gồm dây thừng, ván ép, đường tinh luyện, dầu dừa và dầu dừa. Ngành chế biến thực phẩm là một trong những ngành sản xuất chính ổn định nhất trong thành phố.
Kho chứa dầu Pandacan chứa các cơ sở lưu trữ và thiết bị đầu cuối phân phối của ba công ty lớn trong ngành công nghiệp dầu khí của đất nước, cụ thể là Caltex Philippines, Pilipinas Shell và Petron Corporation. Kho chứa dầu đã là một chủ đề của nhiều mối quan tâm, bao gồm cả tác động môi trường và sức khỏe của nó đến các cư dân của Manila. Tòa án tối cao đã ra lệnh cho kho dầu phải được di chuyển ra ngoài thành phố trước tháng 7 năm 2015, [125] [126] nhưng không thể đáp ứng thời hạn này. Hầu hết các kho chứa dầu bên trong khu phức hợp 33 ha đã bị phá hủy, và các kế hoạch được đưa vào vị trí để biến nó thành một trung tâm giao thông hoặc thậm chí là một công viên thực phẩm.
Manila là một trung tâm xuất bản lớn ở Philippines. Bản tin Manila, tờ báo lớn nhất của Philippines được lưu hành, có trụ sở tại Intramuros. Các công ty xuất bản lớn khác trong nước như The Manila Times, Philippine Star và Manila Standard Today có trụ sở tại Khu vực cảng. Tin tức thương mại Trung Quốc, tờ báo tiếng Trung hiện có lâu đời nhất của Philippines, và tờ báo hiện tại lâu đời thứ ba của đất nước có trụ sở tại Binondo.
Ngân hàng Trung ương Philippines chủ yếu đặt trụ sở tại Đại lộ Roxas Boulevard. Một số ngân hàng toàn năng, bảo hiểm tại Philippines đặt trụ sở trong thành phố. Thành phố Manila là trung tâm tài chính quan trọng thứ ba tại Philippines sau Downtown Makati và Ortigas Center.

### Du lịch

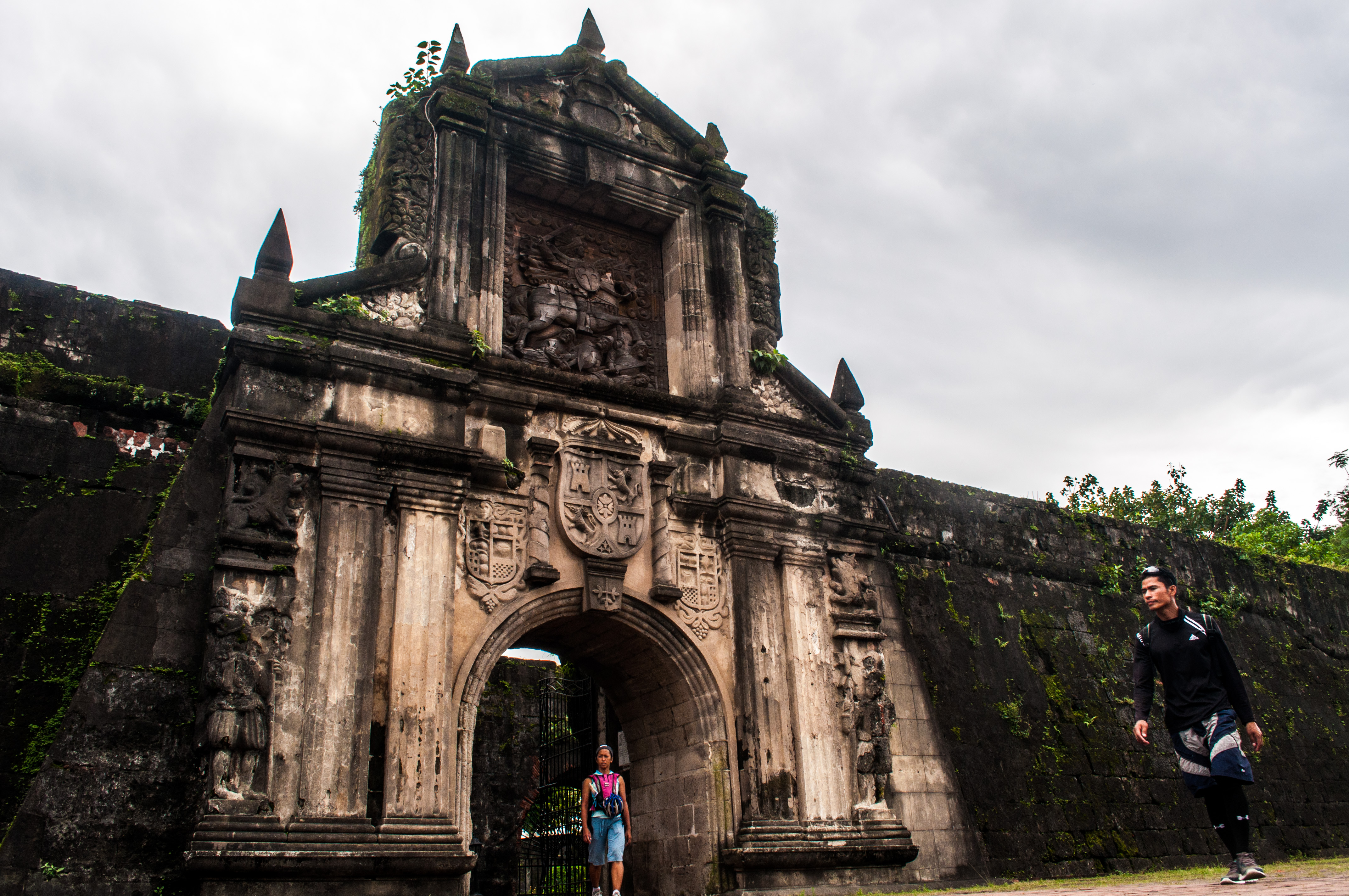
Di tích Fort Santiago ở Intramuros.

Manila thu hút trên 1 triệu du khách mỗi năm. Các điểm đến chính bao gồm Intramuros, các bảo tàng như Bảo tàng Quốc gia Philippines, hay Ermita, Malate, Santa Cruz, the phố Tàu. Công viên Rizal là một nơi thu hút du khách và là một trong các biểu tượng của Philippines. Ermita và Malate nổi tiếng với sinh hoạt buổi tối, là nơi mua sắm nổi tiếng của giới thượng lưu, còn Divisoria là nơi mua sắm lớn của cư dân địa phương.

## Hành chính

Bản đồ đánh dấu các địa điểm tại Manila

Manila được chia thành 16 quận hành chính được xác định chính thức, và được chia tiếp thành 897 barangay với tên là số thứ tự. Các quận chỉ tồn tại để thuận tiện cho hành chính và không có các quan chức được bầu.
| Quận        | Barangay | Dân số (2010) | Diện tích (ha.) | Mật độ (trên km2) |
| ----------- | -------- | ------------- | --------------- | ----------------- |
| Binondo     | 10       | 12.985        | 66,11           | 19.641,5          |
| Ermita      | 13       | 7.143         | 158,91          | 4.495,0           |
| Intramuros  | 5        | 4.925         | 67,26           | 7.322,3           |
| Malate      | 57       | 77.513        | 259,58          | 29.860,9          |
| Paco        | 43       | 70.978        | 278,69          | 25.468,4          |
| Pandacan    | 38       | 73.895        | 166,00          | 44.515,1          |
| Port Area   | 5        | 57.405        | 315,28          | 18.207,6          |
| Quiapo      | 16       | 24.886        | 84,69           | 29.384,8          |
| Sampaloc    | 192      | 241.528       | 513,71          | 47.016,4          |
| San Andrés  | 65       | 115.942       | 168,02          | 69.004,9          |
| San Miguel  | 12       | 15.992        | 91,37           | 17.502,5          |
| San Nicolas | 15       | 44.241        | 163,85          | 27.000,9          |
| Santa Ana   | 34       | 60.952        | 169,42          | 35.976,9          |
| Santa Cruz  | 82       | 115.747       | 309,01          | 37.457,4          |
| Santa Mesa  | 51       | 99.933        | 261,01          | 38.287,0          |
| Tondo       | 259      | 628.106       | 865,13          | 72.602,5          |

## Văn hóa

### Bảo tàng

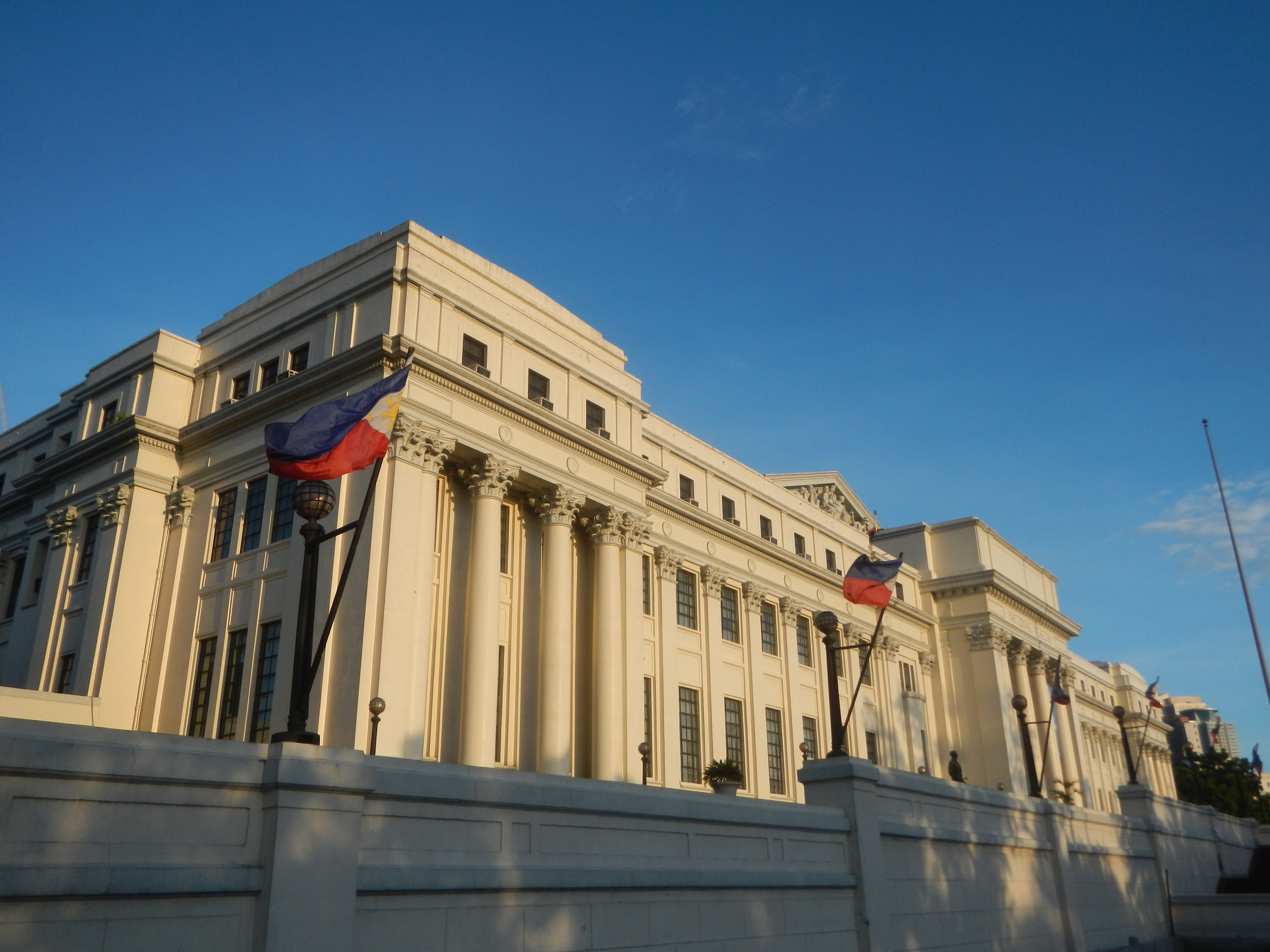
Bảo tàng nghệ thuật

Là trung tâm văn hóa của Philippines, Manila là nơi có một số bảo tàng. Tổ hợp Bảo tàng Quốc gia của Bảo tàng Quốc gia Philippines, nằm ở Công viên Rizal, bao gồm Bảo tàng Mỹ thuật Quốc gia, Bảo tàng Nhân học Quốc gia và Bảo tàng Lịch sử Tự nhiên Quốc gia. Bức tranh nổi tiếng Juan Luna, Spoliarium, có thể được tìm thấy trong khu phức hợp. Thành phố cũng tổ chức kho lưu trữ di sản văn hóa được in và ghi lại của quốc gia cũng như các tài nguyên văn học và thông tin khác, Thư viện Quốc gia. Các bảo tàng được thành lập hoặc điều hành bởi các tổ chức giáo dục là Mabini Shrine, Bảo tàng Nghệ thuật Đương đại DLS-CSB, Bảo tàng Nghệ thuật và Khoa học UST, và Bảo tàng Lịch sử Ý tưởng UP.
Bahay Tsinoy, một trong những bảo tàng nổi bật nhất của Manila, có ghi lại cuộc sống và đóng góp của người Trung Quốc trong lịch sử Philippines. Bảo tàng âm thanh và ánh sáng Intramuros ghi lại mong muốn tự do của người Philippines trong cuộc cách mạng dưới sự lãnh đạo của Rizal và các nhà lãnh đạo cách mạng khác. Bảo tàng Metropolitan Manila là một bảo tàng nghệ thuật thị giác hiện đại và đương đại trưng bày nghệ thuật và văn hóa Philippines.
Các bảo tàng khác trong thành phố là Bảo tàng Manila, bảo tàng thành phố trưng bày văn hóa và lịch sử của thành phố, Museo Pambata, bảo tàng dành cho trẻ em và nơi khám phá và học tập thú vị, Bảo tàng Lịch sử Chính trị Philippine, trưng bày các sự kiện chính trị đáng chú ý trong nước, và Plaza San Luis, một bảo tàng công cộng di sản ngoài trời có chứa một bộ sưu tập gồm chín ngôi nhà Bahay na Bató ở Tây Ban Nha. Các bảo tàng giáo hội ở thành phố này là Giáo xứ của Đức Mẹ bị bỏ rơi tại Santa Ana, Bảo tàng Giáo hội San Agustin và bảo tàng Museo de Intramuros sắp được đặt trong Nhà thờ và Tu viện San Ignacio được xây dựng lại.

### Thể thao

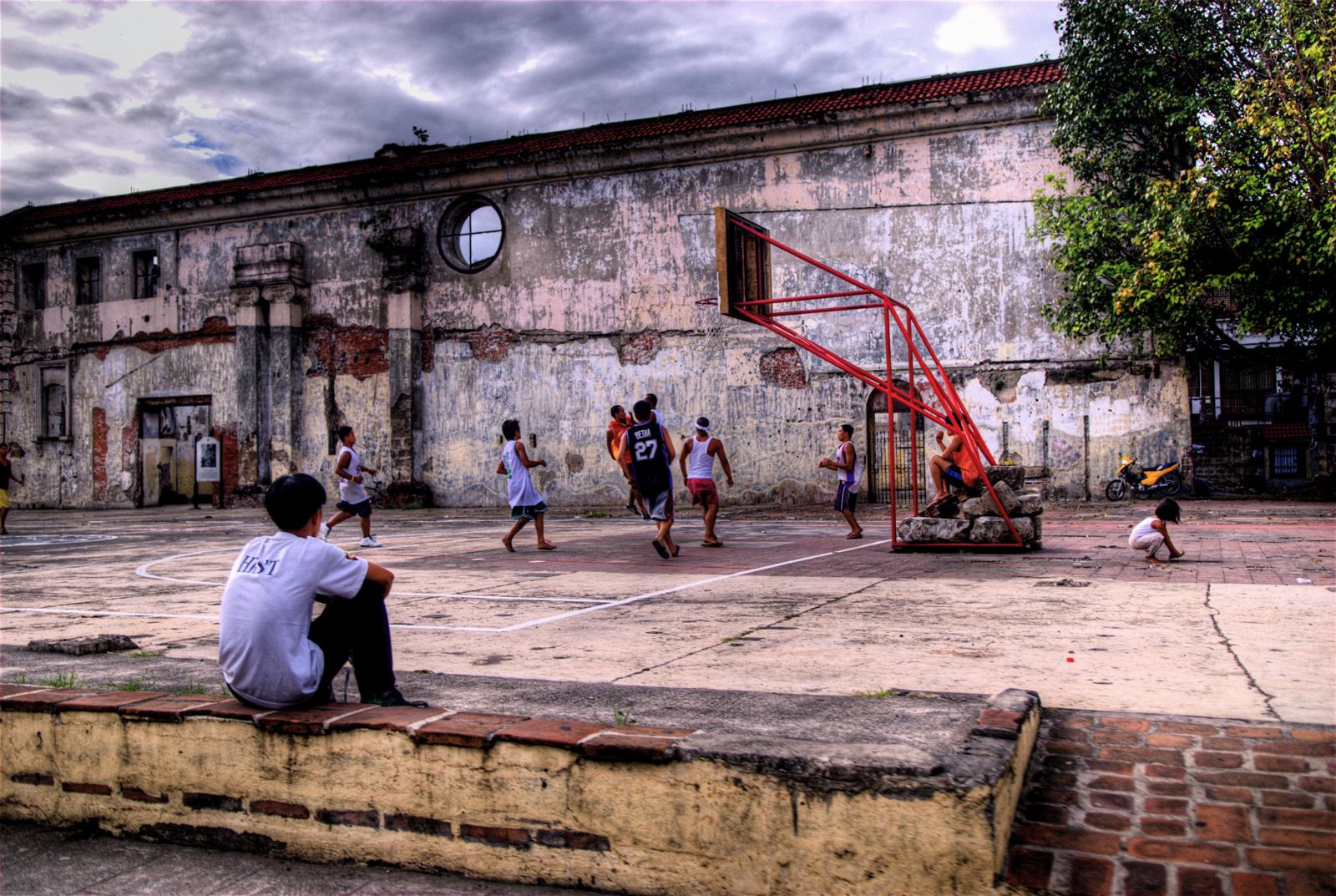
Trẻ em chơi bóng rổ ở Manila

Thể thao ở Manila có một lịch sử lâu dài và phân biệt. Thành phố, và nói chung môn thể thao chính của đất nước là bóng rổ, và hầu hết các barangay đều có sân bóng rổ đạt chuẩn hoặc ít nhất là sân bóng rổ tạm thời, với các dấu hiệu của bóng rổ được vẽ trên đường phố. Barangays lớn hơn đã bao phủ các tòa án, nơi giải đấu liên barangay được tổ chức mỗi mùa hè (tháng tư đến tháng). Manila có nhiều địa điểm thể thao, chẳng hạn như Rizal Memorial Sports Complex và San Andres Gym, ngôi nhà của Manila Metrostars hiện tại không còn tồn tại. Khu phức hợp thể thao Rizal Memorial Sports có đài tưởng niệm Rizal Memorial Track và sân vận động bóng đá, sân bóng chày, sân tennis, đấu trường Memorial Coliseum và sân vận động Ninoy Aquino Stadium (hai sân sau là đấu trường trong nhà). Khu phức hợp Rizal đã tổ chức một số sự kiện đa thể thao, chẳng hạn như 1954 Asian Games và 1934 Far Eastern Games. Bất cứ khi nào đất nước tổ chức các trò chơi Đông Nam Á, hầu hết các sự kiện được tổ chức tại khu phức hợp, nhưng trong các trò chơi năm 2005, hầu hết các sự kiện đã được tổ chức ở nơi khác. Giải vô địch ABC năm 1960 và Giải vô địch ABC 1973, tiền bối của giải vô địch FIBA Asia, được tổ chức bởi tổ hợp, với đội bóng rổ quốc gia chiến thắng trên cả hai giải đấu. Giải vô địch thế giới FIBA năm 1978 được tổ chức tại khu phức hợp mặc dù các giai đoạn sau được tổ chức tại Đại hý trường Araneta ở thành phố Quezon, đấu trường trong nhà lớn nhất Đông Nam Á vào thời điểm đó.
Manila cũng tổ chức một số cơ sở thể thao nổi tiếng như Trung tâm Thể thao Enrique M. Razon và Khu phức hợp Thể thao Đại học Santo Tomas, cả hai đều là địa điểm tư nhân thuộc sở hữu của một trường đại học; các môn thể thao đại học cũng được tổ chức, với Hiệp hội Thể thao Đại học Philippines và Hiệp hội Thể thao Quốc gia Collegiate Athletic Association tổ chức tại Rizal Memorial Coliseum và Ninoy Aquino Stadium, mặc dù các sự kiện bóng rổ đã được chuyển đến sân vận động Filoil Flying V Arena của San Juan và Đại hý trường Araneta ở Quezon Thành phố. Các môn thể thao đại học khác vẫn được tổ chức tại Khu liên hợp thể thao Rizal Memorial. Bóng rổ chuyên nghiệp cũng được sử dụng để chơi tại thành phố, nhưng Hiệp hội Bóng rổ Philippines hiện đang tổ chức các trận đấu tại Araneta Coliseum và Cuneta Astrodome tại Pasay; Giải bóng rổ Philippines hiện đã không còn tồn tại đã chơi một số trận đấu của họ tại Khu liên hợp thể thao Rizal Memorial.
Manila Storm là đội huấn luyện bóng bầu dục của thành phố tại Rizal Park (Luneta Park) và chơi các trận đấu tại Southern Plains Field, Calamba, Laguna. Trước đây là một môn thể thao được chơi rộng rãi trong thành phố, Manila hiện là sân nhà của sân vận động bóng chày lớn duy nhất trong nước, tại Sân vận động Bóng chày Tưởng niệm Rizal. Sân vận động tổ chức các trò chơi của bóng chày Philippines; Lou Gehrig và Babe Ruth là những cầu thủ đầu tiên ghi bàn thắng tại sân vận động trong chuyến lưu diễn của họ vào ngày 2 tháng 12 năm 1934. [144] Một môn thể thao phổ biến khác trong thành phố là các môn thể thao cue và các phòng chơi bida là một tính năng ở hầu hết các barangay. World Cup of Pool 2010 được tổ chức tại Robinsons Place Manila.
Sân vận động bóng đá Rizal đã tổ chức vòng loại World Cup đầu tiên trong nhiều thập niên khi Philippines đá với Sri Lanka vào tháng 7 năm 2011. Sân vận động trước đây không phù hợp với các trận đấu quốc tế đã trải qua một chương trình cải tạo lớn trước trận đấu. Sân bóng đá hiện nay thường xuyên tổ chức các trận đấu của United Football League. Sân vận động này cũng tổ chức kỳ thi bóng bầu dục đầu tiên của mình khi tổ chức các giải đấu Asian Five Nations Division I năm 2012. Đây cũng là sân nhà của đội tuyển bóng đá quốc gia Philippines.

## Giao thông

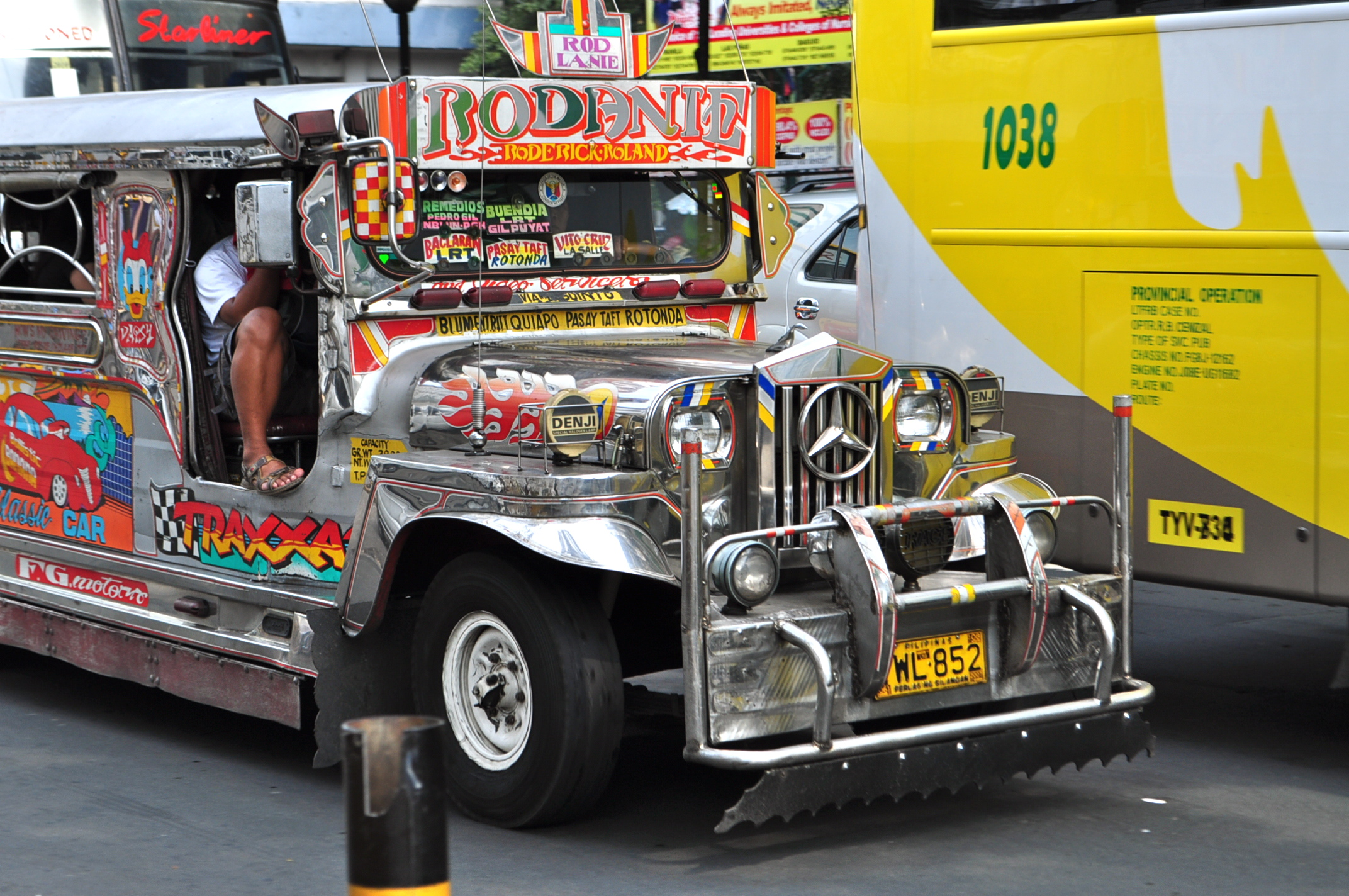
Jeepney là một phương tiện vận chuyển nổi tiếng ở Manila

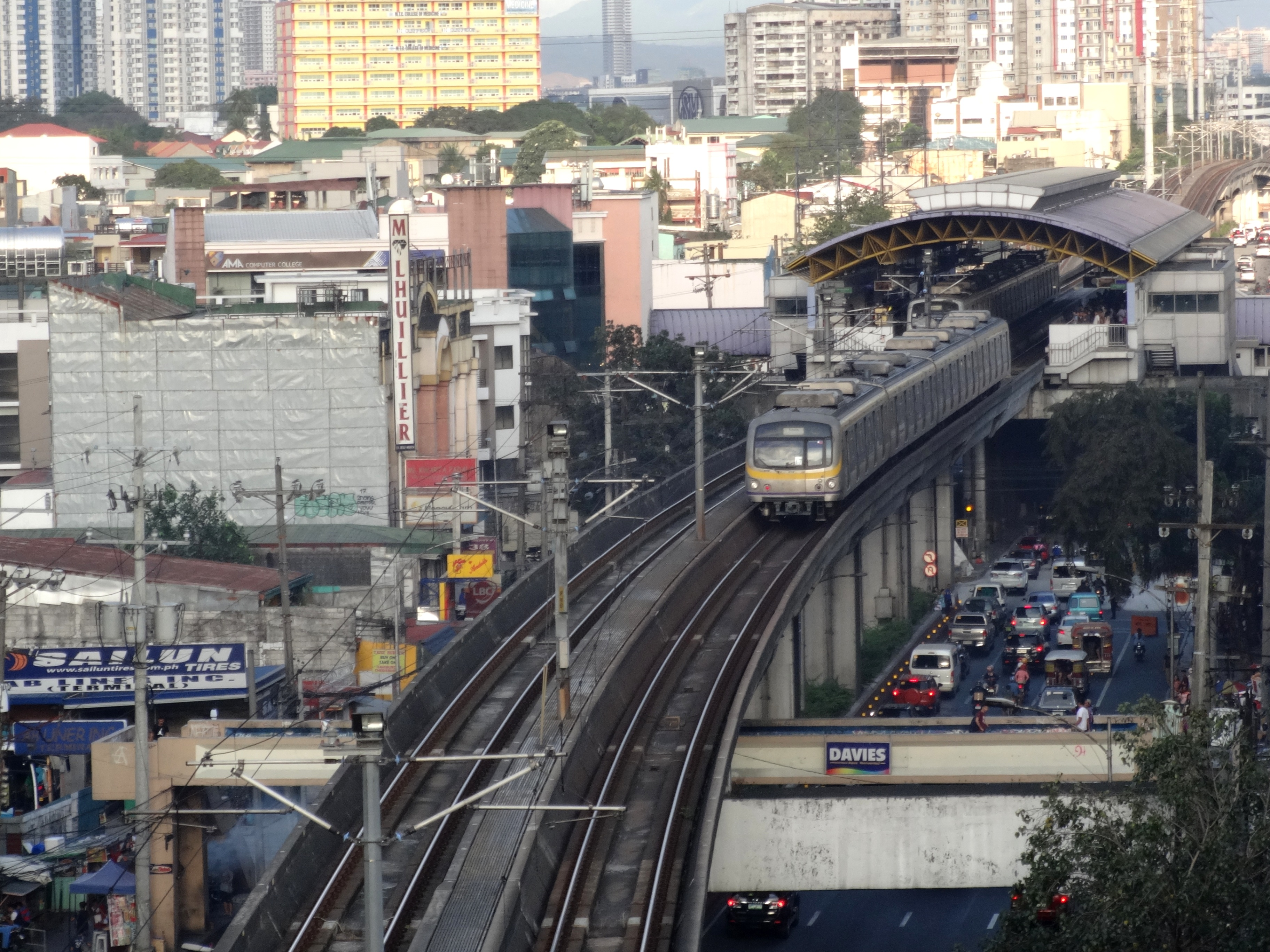
Trạm tàu điện ngầm Pureza của hệ thống LRT-2 ở Santa Mesa

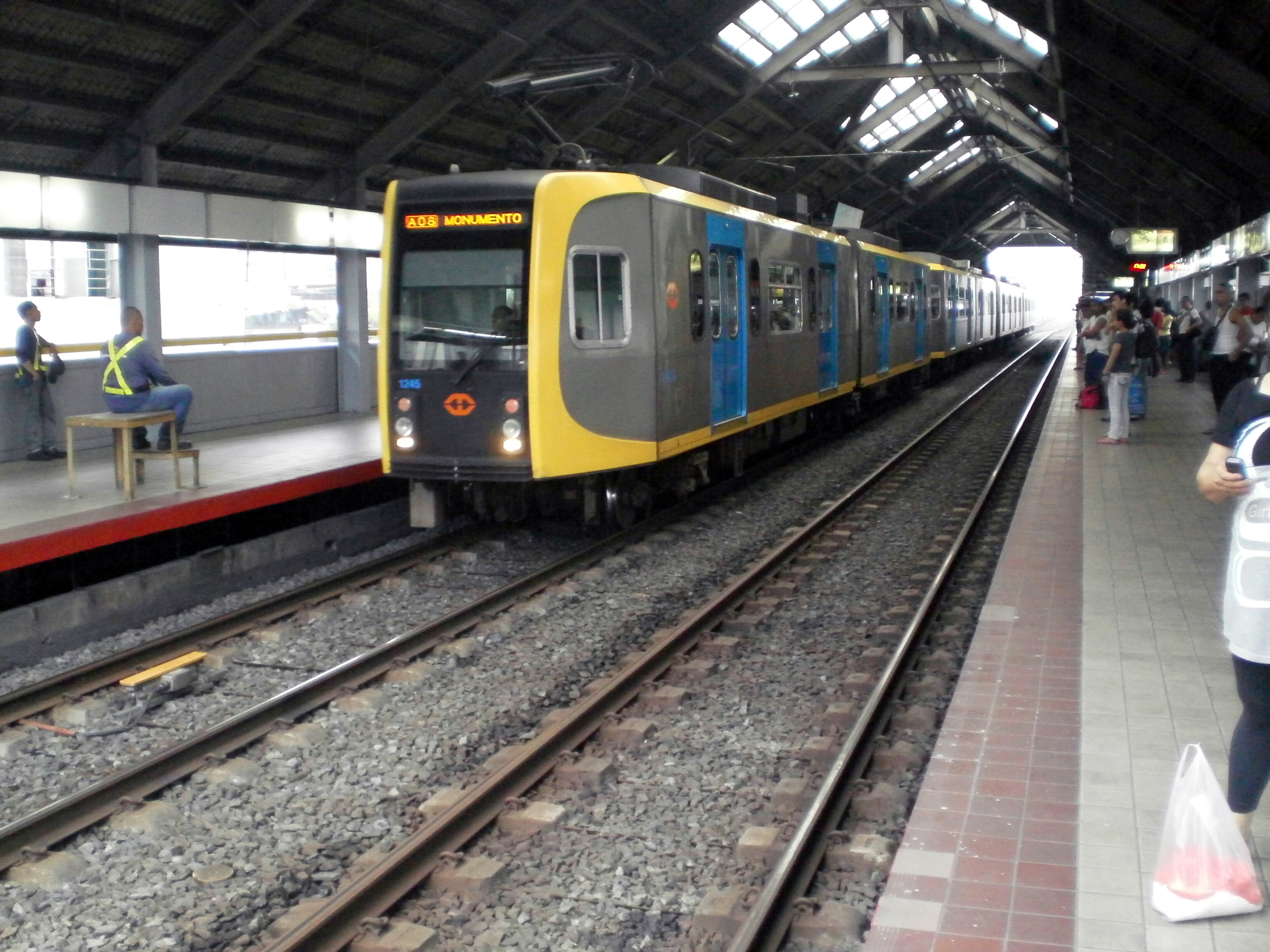
Trạm Blumentritt thuộc LRT-1

Một trong những phương tiện giao thông nổi tiếng nhất ở Manila là xe jeepney. Theo khuôn mẫu sau chiếc xe jeep của Quân đội Hoa Kỳ, những chiếc xe này đã được sử dụng kể từ những năm sau Thế chiến thứ II. The Tamaraw FX, thế hệ thứ ba Toyota Kijang, cạnh tranh trực tiếp với xe jeepney và đi theo các tuyến cố định với một mức giá cố định, một khi đã đi qua các con phố ở Manila. Tất cả các loại phương tiện giao thông công cộng đi qua Manila đều thuộc sở hữu tư nhân và hoạt động dưới quyền thương mại của chính phủ.
Trên cơ sở cho thuê, thành phố được phục vụ bởi nhiều taxi, "xe ba bánh" (xe gắn máy với sidecars, phiên bản Philippine của xe kéo tự động), và "trisikads" hoặc "sikads", còn được gọi là "kuligligs" (xe đạp với một sidecars, phiên bản của pedicabs Philippines). Ở một số khu vực, đặc biệt là ở Divisoria, xích lô có động cơ là phổ biến. Ngựa Calesas thời Tây Ban Nha vẫn là một điểm du lịch nổi tiếng và phương tiện di chuyển trên các đường phố Binondo và Intramuros. Manila sẽ loại bỏ tất cả các xe ba bánh chạy bằng xăng và xích lô và thay thế chúng bằng xe ba bánh điện (e-trikes), và có kế hoạch phân phối 10.000 xe điện tử đến các tài xế xe ba bánh có trình độ từ thành phố. Tính đến tháng 1 năm 2018, thành phố đã phân phối các chuyến đi điện tử tới một số lái xe và nhà khai thác ở Binondo, Ermita, Malate và Santa Cruz.
Thành phố được phục vụ bởi Tuyến LRT 1 và Tuyến 2, tạo thành Hệ thống Giao thông Đường sắt Manila. Sự phát triển của hệ thống đường sắt bắt đầu vào những năm 1970 dưới thời tổng thống của Ferdinand Marcos, khi Tuyến 1 được xây dựng, biến nó trở thành phương tiện vận tải đường sắt nhẹ đầu tiên ở Đông Nam Á. Các hệ thống này hiện đang trải qua một sự mở rộng hàng tỷ đô la. Tuyến 1 chạy dọc theo chiều dài của Đại lộ Taft (N170 / R-2) và Đại lộ Rizal (N150 / R-9), và Tuyến 2 chạy dọc theo Đại lộ Claro M. Recto (N145 / C-1) và Đại lộ Ramon Magsaysay (N180) / R-6) từ Santa Cruz, qua Quezon City, đến Masinag ở Antipolo, Rizal.
Nhà ga chính của Đường sắt Quốc gia Philippines nằm trong thành phố. Một tuyến đường sắt đi lại trong Metro Manila đang hoạt động. Tuyến chạy theo hướng bắc-nam chung từ Tutuban (Tondo) về phía tỉnh Laguna. Cảng Manila, nằm ở phần phía tây của thành phố ở vùng lân cận Vịnh Manila, là cảng biển chính của Philippines. Dịch vụ phà Pasig River chạy trên sông Pasig là một hình thức vận chuyển khác. Thành phố cũng được phục vụ bởi Sân bay Quốc tế Ninoy Aquino và Sân bay Quốc tế Clark.
Năm 2006, tạp chí Forbes xếp Manila là thành phố tắc nghẽn nhất thế giới. Theo "Chỉ số hài lòng lái xe toàn cầu năm 2015" của Waze, Manila là thị trấn có lưu lượng truy cập tồi tệ nhất trên toàn thế giới. Manila nổi tiếng vì ùn tắc giao thông thường xuyên và mật độ cao. Chính phủ đã thực hiện một số dự án để giảm bớt lưu lượng giao thông trong thành phố. Một số dự án bao gồm: đề xuất xây dựng cầu cạn hoặc đường chui mới tại giao lộ của Đại lộ España và Đại lộ Lacson, việc xây dựng Metro Manila Skyway Giai đoạn 3, Dự án LRT Line 2 West Extension từ Đại lộ Recto đến Bến 4 của Cảng Bắc Manila, việc xây dựng tuyến đường Đông Tây PNR được đề xuất sẽ chạy qua Đại lộ España đến Thành phố Quezon, và mở rộng và mở rộng một số tuyến đường quốc gia và địa phương. Tuy nhiên, các dự án như vậy vẫn chưa tạo ra bất kỳ tác động có ý nghĩa nào, và tắc nghẽn giao thông và tắc nghẽn tiếp tục không suy giảm.
Kế hoạch Dream Manila Metro tìm cách giải quyết những vấn đề giao thông đô thị này. Nó bao gồm một danh sách các dự án ưu tiên ngắn hạn và các dự án cơ sở hạ tầng trung và dài hạn kéo dài đến năm 2030.

## Thành thị hữu nghị
Manila có nhiều thành thị hữu nghị trên thế giới, các thành thị này được phân thành ba dạng là quốc tế, địa điểm hữu nghị và thành phố địa phương.
| - Acapulco, Mexico - Astana, Kazakhstan - Bangkok, Thái Lan - Bắc Kinh, Trung Quốc - Bucharest, Romania - Cartagena, Colombia - Quảng Châu, Trung Quốc - Haifa, Israel - La Habana, Cuba | - Thành phố Hồ Chí Minh, Việt Nam - Honolulu, Hoa Kỳ - Incheon, Hàn Quốc - Jakarta, Indonesia - thành phố Jersey, Hoa Kỳ - Lima, Peru - Lyon, Pháp - Madrid, Tây Ban Nha - Malaga, Tây Ban Nha | - Maui, Hoa Kỳ - Thành phố Mexico, Mexico - Montréal, Canada - Moskva, Nga - New Delhi, Ấn Độ - Nice, Pháp - Osaka, Nhật Bản - Sacramento, Hoa Kỳ - San Francisco, Hoa Kỳ | - Santiago, Chile - Seberang Perai, Malaysia - Sydney, Australia - Đài Trung, Đài Loan - Đài Bắc, Đài Loan - Takatsuki, Nhật Bản - Tehran, Iran - Winnipeg, Canada - Yokohama, Nhật Bản |

| Địa điểm hữu nghị                                                      |
| ---------------------------------------------------------------------- |
| - Busan, Hàn Quốc - Thượng Hải, Trung Quốc (1983) - Tây An, Trung Quốc |
| Thành phố địa phương                                                   |
| - Thành phố Cebu, Philippines - Thành phố Davao, Philippines           |